# Trade Lake, Wisconsin
Trade Lake là một thị trấn thuộc quận Burnett, tiểu bang Wisconsin, Hoa Kỳ. Năm 2010, dân số của thị trấn này là 802 người.